# Yngve Holm
Yngve Robert Holm (Västervik, 12 de septiembre de 1895-Estocolmo, 16 de febrero de 1943) fue un deportista sueco que compitió en vela en la clase 40 m2. Fue hermano del también regatista Tore Holm.
Participó en los Juegos Olímpicos de Amberes 1920, obteniendo una medalla de oro en la clase 40 m2.

## Palmarés internacional
| Juegos Olímpicos | Juegos Olímpicos  | Juegos Olímpicos | Juegos Olímpicos |
| Año              | Lugar             | Medalla          | Clase            |
| ---------------- | ----------------- | ---------------- | ---------------- |
| 1920             | Amberes (Bélgica) | Medalla de oro   | 40 m2            |